# Čeperka
Čeperka é uma comuna checa localizada na região de Pardubice, distrito de Pardubice.